# Hasenkamp
Hasenkamp é um município da província de Entre Ríos, na Argentina.